# ويندوز لايف ماسنجر
ويندوز لايف ماسنجر (المعروف سابقًا باسم MSN Messenger والمشار إليه عمومًا باسم إم إس إن) عبارة عن برنامج مراسلة فورية من إنتاج شركة مايكروسوفت التي صممته في الوقت الحاضر للعمل على نظام تشغيل ويندوز إكس بي وويندوز فيستا وويندوز 7 وويندوز سيرفر 2003 وويندوز سيرفر 2008 وويندوز موبايل. كان البرنامج جزءًا من مجموعة خدمات ويندوز لايف الخاصة بشركة «مايكروسوفت» والموجودة على شبكة الإنترنت منذ عام 2005. ويرتبط البرنامج بـ خدمة ام اس ان مسنجر الخاصة بشركة «مايكروسوفت». وقد صدر البرنامج لأول مرة في 22 يوليو 1999  تحت مسمى أم أس أن ماسنجر وتحت مسمى ويندوز لايف ماسنجر في 13 ديسمبر 2005.

## ميزات البرنامج
بالإضافة إلى وظائفه الأساسية وإمكاناته العامة كبرنامج رسائل فورية، فإن برنامج ويندوز لايف ماسنجر يشتمل على الميزات التالية:

### سمة مشاركة المجلدات
إن سمة مشاركة المجلدات (Sharing Folder) - الجديدة على برنامج ويندوز لايف ماسنجر - تعد ميزة بديلة لوسيلة النقل المباشر الخاصة بتوزيع الملفات. فعندما يريد مستخدم تسليم ملف إلى شخص آخر مسجل في قائمة جهات الاتصال لديه، سيظهر إطار «مشاركة مجلد» الذي يعرض العناصر التي تمت مشاركتها من قبل.
عند إضافة ملفات إلى إطار «مشاركة مجلد» الخاصة بهذا الشخص، فإن الملفات ستنقل أوتوماتيكيًا إلى جهاز الكمبيوتر المقابل عندما يسجل الشخص دخوله على البرنامج. وهذا يعني أن المجلد أصبح بالفعل «مشاركًا» بين جهازي كمبيوتر. على سبيل المثال، إذا قام مستخدم بحذف الملف من جهازه، فإن الملف سيُحذف أيضًا من المجلد المشارك وذلك من الجهاز المقابل.
ولتقليل احتمالات انتقال فيروسات، فإن سمة «مشاركة مجلد» مزودة ببرنامج مضاد الفيروسات. ويمكن استخدام سمة «مشاركة مجلد» في أجهزة الكمبيوتر التي تمت تهيئة الأقراص الصلبة فيها بتنسيق نظام الملفات إن تي إف إس NTFS.
وقد تم إلغاء سمة «مشاركة مجلد» في أحدث إصدارات برنامج برنامج ال ويندوز لايف مسنجر واسُتبدلت بإمكانية ون درايف.

### إجراء اتصالات بين جهاز الكمبيوتر والتليفون
بالإضافة إلى إمكانية إجراء اتصال من جهاز كمبيوتر إلى آخر التي كانت موجودة في الإصدارات السابقة من برنامج الماسنجر فإن البرنامج يدعم الآن خاصية إجراء اتصال من الكمبيوتر إلى الهاتف من خلال سمة الاتصال في البرنامج وفي الولايات المتحدة الأمريكية، تدعم هذه السمة شركة "فيريزون" التي تحمل العلامة التجارية Verizon Web Calling. وتقدم أورانج إس إيه الفرنسية خدمة مماثلة. وهذه السمة متوفرة في بعض البلدان فقط، ومنها الولايات المتحدة الأمريكية والمملكة المتحدة وفرنسا وألمانيا وهولندا والنمسا وأيرلندا وفنلندا وبلجيكا وأسبانيا وإيطاليا. وقد توقفت شركة «فيريزون» عن تقديم الخدمة في أغسطس 2008 وحلت محلها شركة «تليفونيكا» في الولايات المتحدة الأمريكية، في حين تقوم شركة «أورانج» الفرنسية بتقديم الخدمة في باقي دول العالم.

### إمكانية العمل مع أكثر من نظام محادثة
في 13 أكتوبر 2005، أعلنت شركتا «مايكروسوفت» وياهو عن وجود خطط تهدف إلى إمكانية حدوث اتصال بين برنامجي الشركتين ـ  ـ ليكوِّنا بذلك ثاني أكبر قاعدة من مستخدمي الرسائل الفورية على مستوى العالم، وذلك بنسة 40% من إجمالي مستخدمي الإنترنت في العالم. وقد جاء هذا الإعلان بعد سنوات من نجاح الاتصال بين برامج أخرى مثل برنامج Trillian وبرنامج (بدجنية) وبعد سلسلة من الانتقادات التي أطلقتها شركة جوجل لأن خدمات الاتصال الرئيسية في الوقت الحالي كانت تقطع اتصال الشبكات الخاصة بهما.
وقد بدأ الاتصال بين خدمة "Yahoo" وويندوز لايف ماسنجر في 12 يوليو 2006. وسمح هذا الأمر لمستخدمي "Yahoo" ولايف ماسنجر بإجراء محادثات مع بعضهم البعض دون الحاجة إلى إنشاء حساب في البرنامج الآخر، بشرط أن يستخدم الشخصان اللذان يتواصلان في المحادثة الفورية أحدث إصدارات البرنامجين. وعلى الرغم من ذلك، فإنه إذا كان المستخدم يستخدم إصدارًا قديمًا من البرنامج أو برنامج آخر، فسوف يظهر على أنه «غير متصل» للمستخدمين المتصلين عبر شبكة الاتصال الأخرى.
ويتوقع أن يقوم برنامج ويندوز لايف ماسنجر 2009 بتحسين وتطوير الدعم الخاص بالتعامل مع أكثر من برنامج اتصال، ليضيف برنامج جوجل توك وإيه أو إل وآي سي كيو وإكس إم بي بي إلى القائمة.

### ترك رسائل للطرف الآخر غير المتصل بالإنترنت
يمكن للمستخدم إرسال رسائل إلى جهات اتصال غير متصلة بالإنترنت وسوف تصلهم الرسائل بمجرد تسجيل دخولهم على الإنترنت. هذا بالإضافة إلى أن المستخدم يمكن أن يبدأ في إجراء المحادثات حتى عندما يظهر غير متصل بالإنترنت (أوف لاين) وذلك كما يحدث في ياهو ماسنجر وICQ. ولكن إذا كنت تتحدث مع شخص يستخدم إصدارًا قديمًا من برنامج MSN Messenger، فإنه لن يتمكن من التحدث معك بعد فترة قصيرة من عدم تبادل الرسائل؛ حيث إن البرنامج الخاص به سيعتقد أنك غير متصل بالإنترنت.

### الألعاب والتطبيقات
توجد العديد من الألعاب والتطبيقات المتاحة من خلال برنامج Windows Live Messenger والتي يمكن الوصول إليها من خلال إطار المحادثة عن طريق الضغط على أيقونة الألعاب (Games)، ثم الدخول في تحدي مع صديقك أو من تتحدث معه في لعبة تنافسية أو دعوته لاستخدام تطبيق خارجي مشترك.

### برنامج "i'm initiative
أنتجت شركة «مايكروسوفت» برنامج i'm initiative في مارس 2007 والذي يربط المستخدم بعشر مؤسسات متخصصة في القضايا الاجتماعية من خلال برنامج Windows Live Messenger، وذلك بالنسبة للمحادثات المرسلة أو المستلمة في الولايات المتحدة الأمريكية فقط. وفي كل مرة يقوم فيها شخص بإجراء محادثة باستخدام برنامج i'm، فإن شركة «مايكروسوفت» تتشارك في جزء من إيرادات إعلانات البرنامج مع المؤسسة التي يختارها المستخدم. جدير بالذكر أنه ليس هناك مبلغ معين محدد للتبرع به لكل مؤسسة. وكلما أجرى المستخدم محادثات من خلال برنامج i'm، زادت الأموال المخصصة لقضية من القضايا العشرة. وكل مؤسسة مشتركة في هذا البرنامج ستحصل على مبلغ تبرع 100.000 دولار كحد أدنى خلال السنة الأولى من البرنامج. لا يوجد في الوقت الحالي موعدًا لنهاية هذا البرنامج. ويعمل برنامج i'm initiative مع إصدار 8.1 والإصدارات الأحدث من برنامج Windows Live Messenger.

### برنامج S60 Platform
قامت شركة «مايكروسوفت» بتطوير برنامج ويندوز لايف ماسنجر للعمل على نظام تشغيل سيمبيان S60 Platform المستخدم بكثرة في الهواتف المحمولة، مثل هواتف «نوكيا» الذكية وتم طرح هذا البرنامج في 23 أغسطس 2007 في بعض أسواق محددة.يتضمن هذا الإصدار من الماسنجر العديد من السمات الخاصة ببرنامج ويندوز لايف ماسنجر مثل تقسيم جهات الاتصال إلى مجموعات وإرسال مقاطع صوتية وصور وملفات. هذا بالإضافة إلى احتوائه على سمات غير متوفرة في برنامج S60، مثل إطارات المحادثة المُبَوَّبة والتكامل مع قائمة جهات الاتصال، بالإضافة إلى العديد من الميزات الأخرى المتوفرة في برنامجS60 Platform. هذا وقد قامت شركة «مايكروسوفت» بتثبيت رسالة حث في بداية تشغيل برنامج الماسنجر من أجل تسجيل الدخول في برنامج S60  وعندما تنتهي فترة استخدام النسخة التجريبية، سيتعين على مستخدمي الماسنجر دفع تكلفة برنامج S60 هي 1.50 جنيه إسترليني/2.94 دولار مقابل 30 يومًا من الاستخدام.

### تكامل البرنامج مع جهاز "Xbox
تم تضمين الدعم الخاص ببرنامج ويندوز لايف ماسنجر في جهاز إكس بوكس 360 في ربيع 2007 وتم تحديث لوحة الإعدادات في 9 مايو 2007. واسم البرنامج الآن هو ويندوز لايف ماسنجر 360.
يستطيع مستخدمو برنامج Windows Live Messenger رؤية Gamertags (بطاقة تعريف اللاعب في Xbox Live) الخاصة بالأصدقاء المسجل دخولهم في برنامج الإكس بوكس لايف بما في ذلك اللعبة التي يلعبونها. ويمكن أن يقوم مستخدمو أجهزة Xbox 360 بالدردشة مع بعض في أثناء اللعب (أو في أثناء مشاهدة فيلم). وعلى الرغم من دعم المحادثة المكتوبة فقط، فإن مايكروسوفت أعلنت عن إمكانية دعم المحادثات الصوتية والمرئية في تحديث مستقبلي للبرنامج، كما تم إضافة دعم لحسابات الأطفال في ديسمبر 2007.
ولتحقيق نوع من التزامن مع التكامل الذي حدث بين برنامج Windows Live Messenger وXbox Live، قامت شركة «مايكروسوفت» بإنتاج محول جديد خاص بلوحة المفاتيح لجهاز "Xbox 360" يسمى Xbox 360 Chatpad وذلك لإدخال النصوص بشكل أسهل. وقد تمت إضافة لوحة مفاتيح إلى جهاز التحكم القياسي "Xbox 360" عن طريق المقبس الخاص بسماعة الرأس، ويتميز الجهاز بأزرار تتخذ نمط Qwerty مع 47 زرًا بإضاءة خلفية، على الرغم من أن أية لوحة مفاتيح ذات مخرج USB يمكن أن تعمل بشكل جيد مع جهاز "Xbox 360".

## نبذة عن البرنامج

### برنامج MSN Messenger (أم أس أن ماسنجر)
كان البرنامج في الفترة من 1999 و2001 يعرف باسم «خدمة أم أس أن ماسنجر» وباسم أم أس أن ماسنجر من 2001 إلى 2005، وذلك قبل أن يصبح اسمه ويندوز لايف ماسنجر. وخلال هذا الوقت، أصدرت شركة «مايكروسوفت» سبعة إصدارات رئيسية من البرنامج وسنتناولها فيما يلي بترتيب صدورها.
في 22 يوليو 1999، تم طرح الإصدار الأول من برنامج «خدمة أم أس أن ماسنجر» وهو الإصدار 1.0 (1.0.0863). تضمن هذا الإصدار السمات الأساسية فقط، مثل إرسال الرسائل النصية العادية وقائمة جهات الاتصال البسيطة. وعندما تم طرح الإصدار لأول مرة، فإنه تميز بدعم إمكانية الوصول إلى شبكة اتصال AIM الخاصة بشركة أمريكا أون لاين. وقد حاولت شركة «أمريكا أون لاين» باستمرار منع شركة «مايكروسوفت» من الوصول إلى الخدمة الخاصة بها حتى تم في النهاية إزالة هذه السمة من البرنامج ولم تظهر في أية إصدارات أخرى. ومنذ ذلك الحين، أصبح البرنامج يتيح فقط إمكانية الوصول إلى الخدمات التي يقدمها ويشترط الحصول على حساب في ويندوز لايف للوصول إليها.
في 16 نوفمبر 1999، أنتجت شركة «مايكروسوفت» أول تحديث مهم للبرنامج وهو الإصدار 2.0 (2.0.0083). اشتمل الإصدار على شريط إعلانات متحرك وإمكانية تخصيص شكل إطار الدردشة. وقد جاء كخيار تثبيت في ويندوز ميلينيوم وتبع هذا الإصدار في السنة التالية الإصدار 3.0/(3.0.0080) الذي ظهر في 29 مايو 2000. وتضمن هذا الإصدار خاصية نقل الملفات وإمكانية إجراء مكالمات صوتية من جهاز كمبيوتر لآخر ومن جهاز كمبيوتر لهاتف مع برمجيات شركة Net2Phone وهي إحدى أوائل مزودي خدمة الصوت عبر الإنترنت الصوت عبر الإنترنت.
تزامن مع إصدار نظام التشغيل ويندوز إكس بي الإصدار 4.6 من برنامج أم أس أن ماسنجر، وذلك في 23 أكتوبر 2001. وقد تضمن هذا الإصدار تغييرات كبيرة فيما يخص واجهة المستخدم وإمكانية تقسيم جهات الاتصال إلى مجموعات ودعم المحادثات الصوتية. «خدمة أم أس أن مسنجر» إلى «أم أس أن مسنجر» فقط، في حين أن الخدمة التي يقدمها أصبحت تعرف باسم دون نيت مسنجر سيرفس وهو الاسم الذي ما زالت تعرف به حتى الآن. وكان هذا الإصدار يعمل فقط مع نظم تشغيل ويندوز 95 وويندوز 98 وويندوز ميلينيوم وويندوز إن تي 4.0 وويندوز 2000؛ وذلك لأن شركة «مايكروسوفت» قامت بإنتاج برنامج جديد معدل من أجل نظام التشغيل ويندوز إكس بي يسمى ويندوز ماسنجر والذي كان الهدف الأساسي منه أن يحل محل أم أس أن ماسنجر للعمل على نظام التشغيل ويندوز اكس بي.
في 24 أكتوبر 2002، تغيرت هذه الاستراتيجية عندما ظهر الإصدار 5.0 من برنامج أم أس أن ماسنجر. وكان هذا هو أول إصدار يمكن تثبيته مع برنامج ويندوز ماسنجر على نظام التشغيل ويندوز إكس بي. وقد تضمن ميزة نقل الملفات التي تعتمد على تقنية UPnP (التوصيل ووالتشغيل العالمي) وتغييرات طفيفة فيما يخص واجهة الاستخدام والبرامج الإضافة الخاصة بواجهة استخدام ويندوز ميديا بلاير.
في العام التالي، تم طرح الإصدار 6.0 من برنامج أم أس أن في 17 يوليو 2003. كان الإصدار 6.0 عبارة عن تطوير كبير للبرنامج بأكمله؛ حيث طور واجهة الاستخدام النصية البسيطة لتتضمن عناصر يمكن تخصيصها، مثل الخلفيات والابتسامات المتحركة وإمكانية التعبير عن الأفكار في شكل صور (ما يُعرف باسم Personalized avatars). ثم جاء تحديث آخر، ألا وهو الإصدار 6.1، ليركز على تطوير إطار المحادثة وتمكين المستخدمين من إخفاء إطار النافذة وشريط القائمة وأيضًا القدرة على تغيير لون الخلفية. ويمكن تحديد لون خلفية مختلف لكل مستخدم. وفي في 22 أبريل 2004، ظهر تحديث آخر للبرنامج، وكان هو الإصدار الأخير في سلسلة برامج أم أس أن ماسنجر 6. ومن أبرز التغييرات هي مجموعة Mobile الخاصة بجهات الاتصال الموجودة في الموبايل ومعالجة المشكلات الخاصة بالاتصال وإصلاحها وتغيير اسم سمة Launch Site إلى Fun & Games.
وقد شهد برنامج أم أس أن ماسنجر تطويرًا كبيرًا تمثل في الإصدار 7.0 الذي ظهر في 7 أبريل 2005. اشتمل هذا الإصدار على سمات ونكس التي كانت متوفرة فيما مضى في تطبيق threedegrees أو 3 درجات. كما يعلن هذا الإصدار عن أشياء معروضة للبيع تتضمن صور عرض متحركة وابتسامات متحركة وخلفيات. هذا بالإضافة إلى تحديث شكل إطار قائمة جهات الاتصال لكي تتناسب مع إطارات الرسائل الفورية. وقد تضمن هذا الإصدار أيضًا Xbox Live Integration جدير بالذكر أن هذا هو الإصدار الأخير من برنامج أس أن ماسنجرالذي يعمل مع نظام التشغيل ويندوز 98 وويندوز ميلينيوم. كما أنفرد هذا الإصدار بتقديم دعم للروابط الرقمية والتعرف على خطوط الكتابة.
في 23 أغسطس 2005، تم طرح الإصدار الأخير من برنامج أس أن ماسنجر- الإصدار 7.5 - قبل تغيير اسم البرنامج. وقد تضمنت السمات الجديدة التي اشتمل عليها الإصدار سمة الخلفيات المتحركة ومعالج بروتوكول "msnim" الذي سمح لمواقع الويب بتقديم روابط لإضافة جهة اتصال أو بدء محادثة بشكل تلقائي. هذا بالإضافة إلى سمة المقاطع الصوتية الجديدة (Voice Clips) التي سمحت للمستخدمين بالضغط على زر F2 وتسجيل رسالة صوتية لمدة أقصاها 15 ثانية وإرسالها إلى المستلم. وقد تغير شكل إطار المحادثة قليلاً بإضافة زر الفيديو، هذا بالإضافة إلى  تقديم مثبت نظام التشغيل Windows من أجل ميزة التحديث التلقائي.

### برنامج Windows Live Messenger 8.0
وقد قامت شركة «مايكروسوفت» في إطار الجهود المبذولة بخصوص تطوير برنامج ويندوز لايف ماسنجر بتغيير العديد من العلامات التجارية الخاصة بخدمات وبرامج MSN الحالية؛ إذ أنه قد تمت إعادة تسمية برنامج أم أس أن ماسنجر ليصبح ويندوز لايف ماسنجر ابتداءً من الإصدار 8.0. وظلت هذه النسخة موجودة على الإنترنت ومتاحة للاستخدام حوالي شهر إلى أن أجبرت عملية التحديث التلقائي المستخدمين على تثبيت برنامج Beta 2؛ مما أدى إلى اعتبار هذا الإصدار من البرنامج قديمًا. ومن بين العيوب المعروفة في هذا الإصدار سمة إجراء محادثة والمستخدم غير متصل (أوف لاين): إذ أنه على الرغم من استمرار الإعلان عن هذه السمة في الشريط الأصفر الموجود أعلى مربع المحادثة، فإنها لم تكن ذات قيمة لأي شخص لم يتلق دعوة (مثل، تحميل تلك السمة من موقع ويب آخر). وقد تضمنت التغييرات والإضافات الرئيسية التي شهدها الإصدار إرسال رسائل أوف لاين وتغيير لون خلفية الإطارات ووجود مربعي بحث وإرسال منفصلين والاطلاع على تفاصيل إضافية عن جهات الاتصال عند الوقوف بالماوس على أسمائهم في إطار قائمة جهات الاتصال.
ظهرت النسخة التجريبية الثانية من الإصدار 8.0 - Beta 2 - في 26 فبراير 2006. وتم تطوير الخلفيات كافة الخاصة بهذا الإصدار وضبط واستغلال العديد من الأماكن الصغيرة في البرنامج. ومع مرور الوقت أصبح هذا الإصدار قديمًا؛ مما اضطر المستخدمين إلى تحديث البرنامج. شهد البرنامج تغييرات كبيرة وإضافات مثل إضافة جهات اتصال وإعادة تقديم سمة نقل ملف واحد وتحسين مربع حوار Add a Contact، بالإضافة إلى تحسين ألوان الخلفيات، هذا بالإضافة إلى إضافة تغييرات طفيفة في إطار المحادثة وإرجاع أيقونة "Busy" إلى أيقونة الشرطة التقليدية. وقد تمثلت التغييرات الكبيرة والإضافات في إدخال أيقونات جديدة في البرنامج وإجراء اتصالات من الكمبيوتر إلى الهاتف وتحديث شكل إطار الاتصال المباشر من ويندوز وإضافة صورة عرض افتراضية جديدة وإضافة اطار «ويندوز لايف اليوم» وإدخال تحسينات على عملية تجميع الرسائل المتتابعة من كل جهة اتصال، وإضافة خيار لتعديل الأصوات و/أو إغلاقها. على الرغم من عدم وجود تغييرات ملحوظة بين Beta 3 والإصدار الأخير ألا وهو  فإن التغيير من برنامج أم أس أن إلى ويندوز لايف ماسنجر نتج عنه بعض التغييرات الإضافية، مثل تغيير حالة على الهاتف "On the phone" الموجودة في الإصدار السابق إلى مرتبط بمكالمة "In a call" بسبب إضافة الاتصال المباشر من ويندوز، هذا علاوة على تخصيص الأسماء المستعارة لجهات الاتصال ووضع الطابع الزمني على الرسائل والقدرة على رؤية اسم جهة الاتصال مرة واحدة فقط إذا كتب الشخص نفسه العديد من الرسائل في صف واحد وإضافة نظم ألوان للتطبيق بأكمله. هذا بالإضافة إلى أنه عندما تم طرح برنامج ويندوز لايف ماسنجر رسميًا، فقد تم استبدال نظام التوثيق الرئيسي - حساب مايكروسوفت - بنظام حساب مايكروسوفت. وقد تضمن هذا التحديث تحسينات خاصة بالصوت والصورة وإصلاح عيوب بسيطة يعاني منها البرنامج.

### برنامج Windows Live Messenger 8.1
لم يشتمل التحديث على أي تغييرات كبيرة، ولكنه تضمن العديد من التغييرات الصغيرة.اشتملت التغييرات والإضافات على سمة Roaming identity أو «الهوية المتجولة» (والتي تعني ظهور اسم وصورة المستخدم على أي جهاز كمبيوتر) وإضافة شكل جديد لبطاقة جهة الاتصال وظهور قائمة «بالعناصر المستخدمة مؤخرًا» بالنسبة للابتسامات والإيماءات المتحركة وصور العرض وقوائم الخلفيات. كما تمت إضافة سمة SMS phone book التي تسمح بحفظ وتحرير أرقام تليفونات جهات الاتصال في القائمة الرئيسية، وإرسال رسائل نصية إلى أية جهة اتصال، هذا مع إضافة زر Sign out (تسجيل الخروج) الموجود في قائمة الحالة وخيار Report abuse الموجود في قائمة Help والقدرة على إجراء دردشة مع مستخدمي برنامج ياهو ماسنجر الذين يستخدمون الإصدار 8.1، فضلاً عن إدخال تحسينات تخص حالة المستخدم مع نظام تشغيل ويندوز فيستا بحيث يقوم برنامج ويندوز لايف ماسنجر بتغيير حالة الاتصال بشكل تلقائي إلى Busy (مشغول) عندما يكون المستخدم كذلك. ولم يشهد هذا الإصدار أي تغييرات عن Beta 1 Refresh. وقد أصبحت جميع إصدارات برنامج ويندوز لايف ماسنجر التي صدرت قبل الإصدار 8.1 قديمة بحلول 12 سبتمبر 2007، وذلك بسبب وجود مشكلة أمنية تظهر عندما يقوم أحد المستخدمين بقبول الكاميرا أو محادثة فيديو من مهاجم.

### برنامج Windows Live Messenger 8.5
في 27 مايو 2007، أعلن موقع الأخبار، LiveSide، عن توفر برنامج ويندوز لايف ماسنجر 8.5 باللغة الأسبانية. في 31 مايو 2007، ظهرت أول نسخة تجريبية باللغة الإنجليزية من برنامج Windows Live Messenger 8.5 - Beta 1 - في الولايات المتحدة الأمريكية والمملكة المتحدة وكندا وأيرلندا والهند وفرنسا واليابان وألمانيا والصين وأسبانيا. وفي 21 يونيو 2007، صدر تحديث للبرنامج لاختبار التحديثات المثبتة من خلال موقع تحديث ويندوز احتاج هذا الإصدار إلى العمل من خلال نظام التشغيل ويندوز إكس بي الحزمة الخدمية الثانية SP2 مقارنةً بالإصدارات السابقة التي كانت تعمل من خلال نظام التشغيل Windows XP SP1.وكان هذا هو الإصدار الأول الذي يثبت في مجلد Windows Live الموجود في Program Files، مع وضع أيقونة الاختصار الخاصة بالبرنامج في مجلد Windows Live في قائمة ابدأ.
وقد اشتملت التغييرات الكبيرة والإضافات التي شهدها الإصدار Beta 1 على برنامج تثبيت جديد وكذلك برنامج ويندوز لايف وشكل جديد لكل إطارات البرنامج التي تتماشى مع الشكل الجمالي لنظام التشغيل Windows Vista  وابتسامة متحركة جديدة على شكل أرنب  blog وتكامل البرنامج مع الحماية العائلية المباشرة من ويندوز  وابتداءً من هذا الإصدار، فإنه أصبح ممكنًا تحميل التحديثات وتثبيتها من خلال موقع تحديث ويندوز.
في 5 سبتمبر 2007، صدرت النسخة التجريبية الثانية من برنامج ويندوز لايف ماسنجر - Beta 2. وتم إصلاح العديد من المشاكل في هذا الإصدار، ولكن لم يتم تطبيق تغييرات مهمة تُذكر. بالمقارنة مع النسخة التجريبية الأولى، فإن واجهة استخدام هذه النسخة لم تكن تحمل اسم Beta في أعلى النافذة، على الرغم من أن مطوري البرنامج لاحظوا أنه لم يكن الإصدار النهائي. لا يعمل برنامج مثبت نظام التشغيل Windows الجديد المستخدم في تثبيت برنامج ويندوز لايف ماسنجر 8.5 Beta 2 مع برنامج ويندوز سيرفر 2003.
وقد تم طرح الإصدار النهائي من برنامج Windows Live Messenger ألا وهو 8.5 في 6 نوفمبر 2007 ولم يشتمل على أي تغييرات كبيرة.

### برنامج Windows Live Messenger 2009
في الأساس تم تعيين رقم الإصدار 9.0 لبرنامج Windows Live Messenger 2009 ولكن تم تغيير الرقم إلى 14.0 حتى لا يختلف عن برامج ويندوز لايف الأخرى وبرامج مايكروسوفت أوفيس.
في عرض تقديمي لمعهد المهندسين الإليكترونيين والكهربائيين (IEEE) في معهد جورجيا للتكنولوجيا، أعلن موظف شركة «مايكروسوفت» «آندرو جينكس» أن فريق عمل برنامج Messenger كان يعمل بدأب من أجل تطوير محادثة صوت/صورة بين أشخاص متعددين، كما يحاول إنشاء تبادلية تشغيلية بين البرنامج ومستخدمي برنامج AOL/إكس إم بي بي/آي سي كيو، مثل الطريقة التي يعمل بها برنامج ياهو ماسنجر في الوقت الحالي. هذا بالإضافة إلى أن هناك نسخة داخلية أساسية تعمل مع برنامج Jabber بالفعل.) وعلى الرغم من ذلك، فإن هذه الميزات لم تلاحظ في أي إصدارات تجريبية من برنامج ويندوز لايف ماسنجر 2009 كما في برنامج Milestone 3.
أرسلت شركة «مايكروسوفت» دعوة إلى أعضاء موقع Microsoft Connect من أجل المشاركة في استخدام النسخة التجريبية من برنامج ويندوز لايف ماسنجر 9 في 20 نوفمبر 2007. وبعد مرور أسبوع، بدأت شركة «مايكروسوفت» في إرسال رسائل إليكترونية إلى هؤلاء الأعضاء ترحب بهم في الإصدار الأول من النسخة التجريبية من برنامج ويندوز لايف ماسنجر 9 والمعروفة باسم Beta 0.
في 11 أغسطس 2008، أعلن أحد المواقع التي تروج لبرنامج ويندوز لايف ماسنجر- Mess.be - عن ظهور واجهة استخدام جديدة لبرنامج ويندوز لايف ماسنجر 9 وقاموا بنشر صور الشاشة مع موجز بالميزات الجديدة. تميزت صور الشاشة باحتوائها على تصميم جديد لواجهة المستخدم يتناسب مع تصميم برنامج Wave 3 الذي تطوره شركة «مايكروسوفت». وقام الموقع بعد ذلك بإزالة الصور بعد استلام إشعار DMCA. وفي 23 أغسطس 2008، تعرضت أداة تثبيت واجهة الاستخدام نفسها لتسرب من خلال المنتديات الخاصة. سيكتشف لاحقًا أن واجهة الاستخدام هذه كانت عرضًا مسبقًا لبرنامج Milestone 2 أو M2.
في 4 سبتمبر 2008، نشر موقع الأخبار LiveSide مقالاً بالصور عن M2 الخاص ببرنامج ويندوزلايف ماسنجر 2009 الجديد والذي أصبح اسمه الإصدار 14.0 بدلاً من الإصدار 9.0 كما كان متوقعًا من قبل. قام موقع LiveSide بتلخيص ميزات البرنامج الجديدة، بما فيها الحماية من الرسائل العشوائية والقدرة على البقاء مسجلاً في التطبيق من عدة أجهزة كمبيوتر (ويشار إليها باسم Multiple Points of Presence Support) وملفات GIF متحركة في منطقة الصور وإنشاء وصلات داخليه وخارجية.
بدأت شركة «مايكروسوفت» في طرح النسخة التجريبية الرسمية من برنامج ويندوز لايف ماسنجر 2009 في 17 سبتمبر 2008، وذلك عندما طرحت نسخة تجريبية جديدة معروفة رسميًا باسم ويندوز لايف ماسنجر 2009 المؤقت (Milestone 3, Build 14.0.5027.908) والتي كانت متاحة للتحميل المجاني لعموم المستخدمين. وعلى الرغم من ذلك، فإن إمكانية إرسال تقييمات عن البرنامج كانت مقتصرة على بعض المشتركين في البرنامج التجريبي المغلق Microsoft Connect.
تضمنت أبرز التغييرات في برنامج Milestone 3 واجهة استخدام معدلة كما هو الحال مع باقي تصميمات Windows Live "Wave 3"، وأيضًا القدرة على إعداد «مشهد» ـ Scene ـ عن طريق تخصيص صورة الخلفية ولون قائمة جهة الاتصال وعرض هذه المشاهد في إطارات المحادثة من أجل تحديد هوية جهة اتصال بشكل أفضل وسهولة التعامل مع الإطارات.
هذا بالإضافة إلى احتواء Milestone 3 على سمة «المجموعات» الجديدة التي تسمح للمستخدمين بإنشاء محادثة جماعية مستمرة بين جهات اتصال محددة وأيقونات معاد تصميمها حديثًا توضح الحالة التي عليها المستخدم عند الاتصال بالإنترنت حيث تشبه الأحجار الكريمة صغيرة الحجم بدلاً من الأيقونات السابقة. كما يشتمل البرنامج على فئة «المفضلة» الافتراضية الجديدة التي يمكنك وضع جهات الاتصال المفضلة لك فيها من أجل سهولة الوصول إليها وكذلك برنامج مساعد اسمه «مشاركة الصور» الذي يسمح لجهات الاتصال بتصفح الصور معًا بسرعة وسهولة وقسم «ما الجديد؟» في نهاية قائمة جهات الاتصال من أجل التعرف على آخر التحديثات التي طرأت على جهة الاتصال. تم نقل ميزة عرض الصور إلى الجانب الأيسر من نوافذ المحادثة وتظهر حدود ملونة جديدة حول صور العرض لتظهر حالة الاتصال الحالية لهذا المتصل. إن برنامج Milestone 3 هو أول إصدار من برنامج ويندوز لايف ماسنجر يستخدم الإطار القياسي في نظام التشغيل ويندوز فيستا بتوافق مع User experience guidelines.
في 15 ديسمبر 2008، تم طرح برنامج Windows Live Messenger 2009 RC (Build 14.0.8050.1202) مع برنامج التطبيقات الآخر Windows Live Wave 3 والذي أصبح اسمه الآن Windows Live Essentials. وقد شهد هذا الإصدار إزالة سمة تسجيل الدخول باستخدام صوت مخصص، ومع ذلك، فإنه ما زال بالإمكان اختيار صوت لأشخاص آخرين. هذا بالإضافة إلى حدوث تغييرات في كيفية تطبيق صورة الخلفية على إطارات المحادثة. جدير بالذكر أن واجهة استخدام هذا البرنامج تضمنت إصلاح أكثر من 200 مشكلة بما فيها Custom Emoticon Bug وحفظ الصور عند استخدام سمة «مشاركة صورة». في يوم 7 يناير 2009، تم طرح واجهة الاستخدام نفسها على أنها الإصدار الأخير من برنامج ويندوز لايف ماسنجر 2009.

### انتقال Windows Live Messenger إلى Skype
انتهى دعم ويندوز لايف مسنجر في أبريل عام 2013 ولم يعد متوفراً على أنظمة التشغيل ماكنتوش ومايكروسوفت ويندوز واصبح الاتصال عن طريق برنامج سكايب ويتم الربط بين حساب ويندوز لايف ماسنجر وحساب سكايب وكما يمكن ربط حساب فيس بوك لتصبح الحسابات الثلاثة تعمل عن طريق برنامج واحد وهو سكايب.

## فحص الملفات
يستطيع الأفراد إعداد برنامج ويندوز لايف ماسنجر بحيث يمكنهم استخدام البرنامج المضاد للفيروسات المثبت على أجهزتهم في فحص كل الملفات التي يتلقونها من خلال إرسال الرسائل الفورية وسمة «مشاركة ملف» عن طريق استخدام خيارات «مشاركة ملف». وبدلاً من ذلك، يمكن استخدام برنامج الحماية العائلية المباشرة من ويندوز وهو عبارة عن برنامج فحص فيروسات مجاني على الإنترنت تقدمه شركة «مايكروسوفت» وهو برنامج فحص فيروسات متكامل جيدًا بحيث يستخدم مع برنامج ويندوز لايف ماسنجر.

## مشكلات التأمين
في 12 سبتمبر 2007، نشرت مدونة ويندوز لايف ماسنجر طريقة لحل إحدى مشكلات التأمين والحماية. وقد أبلغت عن حدوث اختراقات لبرنامج الماسنجر الأقدم من الإصدار 8.1 وأن الطريقة المعلن عنها ستحل هذه المشكلة. وأدى هذا إلى طرح خاصية التحديث التلقائي لجميع الإصدارات القديمة. وقد احتاجت إصدارات البرنامج التي تعمل مع نظام التشغيل ويندوز 2000 ونظم التشغيل الأقدم إلى التحديث بالحصول على إصدار جديد من برنامج أم أس أن النسخة 7.0، في حين احتاجت الإصدارات التي تعمل مع نظام التشغيل ويندوز إكس بي ونظم التشغيل الأحدث إلى التحديث ببرنامج ويندوز لايف ماسنجر 8.1.
انه سهل الاختراق من قبل الهكر وخاصة البريد الوارد فهو معرض للسرقه كأن يرسل رسالة لبريدك وإذا فتحتها يتم اختراق الماسنجر.

## بروتوكول البرنامج
يستخدم برنامج ويندوز لايف ماسنجر بروتوكول نقل النص الفائق) مع بروتوكول TCP (كما يُستخدم اختياريًا مع بروتوكول بروتوكول نقل النص الفائق للتعامل مع برامج البروكسي وذلك للاتصال بـ . NET Messenger Service وهي خدمة متوفرة في منفذ 1863 الخاص بموقع messenger.hotmail.com. أما الإصدار الحالي فهو 15 (MSNP15) ويُستخدم من قبِل برنامج ويندوز لايف ماسنجر وبرامج أخرى، فضلاً عن تقديمه آلية توثيق مختلفة.
إن هذا البروتوكول ليس سريًا تمامًا؛ حيث قامت شركة «مايكروسوفت» بالكشف عن الإصدار 2 (MSNP2) للمطورين في عام 1999 في وثيقة مسودة الإنترنت (Internet Draft) ولكنها لم تكشف أبدًا عن الإصدار 8 أو الإصدارات الأحدث لعموم المستخدمين. إن أجهزة الـServer أو وحدات خدمة NET Messenger Service لا تقبل في الوقت الحالي غير البرتوكولات التي تبدأ من الإصدار 8 والإصدارات الأحدث منها، وبالتالي فإن تركيب الأوامر الجديدة المرسلة من الإصدارات 8 والأحدث معروفة فقط من خلال استخدام برامج Packet Sniffer، مثل إيثار ريال.

## برامج منافسة
- شات أون

## وصلات خارجية
- Windows Live Messenger - الموقع الرسمي لتحميل برنامج ويندوز لايف مسنجر
- داخل ويندوز لايف مسنجر — مدونة ويندوز لايف مسنجر
- مدونة ماسنجر لايف - الدعم الفني